# Amblyxena
Amblyxena is een geslacht van vlinders van de familie kokermotten (Coleophoridae).

## Soorten
- A. enopias Meyrick, 1914
- A. pilifera Meyrick, 1921